# Ophiomyia cabanae
Ophiomyia cabanae är en tvåvingeart som beskrevs av Valladares 1986. Ophiomyia cabanae ingår i släktet Ophiomyia och familjen minerarflugor. Inga underarter finns listade i Catalogue of Life.